# La catedral de Salisbury vista a través de los campos
La catedral de Salisbury vista a través de los campos (en inglés, Salisbury Cathedral from the Meadows) es un cuadro del pintor romántico británico John Constable. Está datado en 1831 (otras fuentes señalan 1829). Se trata de un óleo que mide 153,7 cm de alto por 192,0 cm de ancho (180 por 218,7 con el marco incorporado). Pertenece a una colección particular y está en depósito en la National Gallery de Londres, Reino Unido.
Fue pintado con posterioridad al fallecimiento de la mujer del pintor, hecho ocurrido en 1829 y que le dejó muy afectado, lo que se refleja en esta obra, considerada su última obra mayor.
Más tarde añadió nueve versos de Las estaciones del poeta del siglo XVIII James Thomson que ponen de manifiesto el significado de la pintura: Que el arcoíris es un símbolo de esperanza después de una tormenta que sigue a la muerte de la joven Amelia en los brazos de su amante Celadon. 
Esta pintura era una afirmación personal de sus turbulentas emociones y sus cambiantes estados de ánimo. También se le han atribuido posibles significados políticos, uno de ellos el choque entre la industrialización y la naturaleza, representado a través del choque de elementos.
Parte del simbolismo de esta obra incluye:
- Sepultura: símbolo de muerte
- Fresno: símbolo de vida
- Iglesia: símbolo de fe y resurrección
- Arcoíris: símbolo de optimismo renovado